# Anaspis testaceicornis
Anaspis testaceicornis es una especie de coleóptero de la familia Scraptiidae.

## Distribución geográfica
Habita en Yibuti.